# Mangosuthu Buthelezi
Mangosuthu "Gatsha" Buthelezi (Mahlabathini, 27 augustus 1928 – Ulundi, 9 september 2023) was een Zoeloe-leider, een prins en een Zuid-Afrikaans politicus.

## Loopbaan
Aan het eind van de jaren veertig sloot Buthelezi zich aan bij de ANC-Jeugdliga (ANCYL), maar in de loop der tijd verwijderde hij zich als anticommunist steeds meer van het ANC. In de jaren zeventig werd hij leider van het voormalige thuisland Kwazoeloe en zou dat tot aan de verkiezingen in 1994 blijven. Het feit dat Buthelezi in de jaren zeventig en tachtig met de toenmalige Zuid-Afrikaanse regeringen samenwerkte werd door het ANC fel bekritiseerd.
In 1975 richtte Buthelezi de Inkatha Vrijheidspartij op, die hij tot 2019 zo'n 44 jaar lang zou leiden.
Bij de Zuid-Afrikaanse parlementsverkiezingen van 1994, de eerste verkiezingen na de apartheid, werd Buthelezi verkozen in de Nationale Vergadering. Zijn partij vormde aansluitend met het ANC een regering onder leiding van president Nelson Mandela. In dit kabinet-Mandela diende Buthelezi als minister van Binnenlandse Zaken, een functie die hij ook bekleedde in het eerste kabinet van diens opvolger Thabo Mbeki (1999–2004).
Buthelezi was gehuwd met Irene Mzila en kreeg met haar drie zonen en vijf dochters. Zijn vrouw overleed in 2019. In 1964 speelde hij als acteur de rol van zijn overgrootvader koning Cetshwayo in de film Zulu.
Buthelezi overleed op 95-jarige leeftijd na een lange tijd in het ziekenhuis te hebben gelegen.
- Bibsys: 90177055
- Bibliothèque nationale de France: cb12035283b (data)
- Digitale Bibliotheek voor de Nederlandse Letteren: buth002
- Gemeinsame Normdatei: 118518089
- International Standard Name Identifier: 0000 0003 8598 0492
- Library of Congress Control Number: n80013008
- Nationale Bibliotheek van Israël: 987007259252805171
- Nederlandse Thesaurus van Auteursnamen: 08734212X
- Réseau des bibliothèques de Suisse occidentale: 02-A003061921
- SNAC: w66c0mzg
- Système universitaire de documentation: 02853655X
- Virtual International Authority File: 245905918
- WorldCat: E39PBJgX9tMcjqWMcJxQh8c9Dq